# Scambus deceptor
Scambus deceptor là một loài tò vò trong họ Ichneumonidae.